# Albert De Bunne
Albert De Bunne (né le 16 février 1896, date de décès inconnue) est un coureur cycliste belge. Il a remporté la médaille de bronze dans la course sur route en équipe dans les jeux olympiques d'été de 1920,,.

## Palmarès
- 1920
  -  Médaillé de bronze en route par équipe aux Jeux olympiques d'Anvers